# Independence Hall
Independence Hall (dịch nghĩa: Hội trường Độc Lập) là phần chính của Công viên Lịch sử Quốc gia Độc Lập tọa lạc tại Philadelphia, Pennsylvania, nằm giữa hai con số 5 và 6 trên phố Chestnut. Nó được biết đến nhiều bởi dấu ấn lịch sử của nó bởi tại đây, bản Tuyên ngôn Độc Lập và Hiến pháp Hoa Kỳ được thảo luận và phê chuẩn.
Tòa nhà được hoàn thành năm 1753 dưới cái tên Tòa nhà Bang Pennsylvania, lúc đó thì gọi là Tỉnh Pennsylvania. Đây là tòa nhà quốc hội đầu tiên của Pennsylvania. Nó đã trở thành nơi họp mặt chính thức của Hội nghị Lục địa II từ 1775 đến 1783 và còn là địa điểm diễn ra Hội nghị Hiến pháp Hoa Kỳ vào mùa hè năm 1787. Tòa nhà là một phần của Công viên Lịch sử Quốc gia Độc Lập và đã trở thành một di sản thế giới UNESCO kể từ năm 1979.

## Tòa nhà
Hội trường Độc Lập được xây dựng từ 1732 đến 1753, thiết kế bởi Edmund Woolley và Andrew Hamilton, và xây dựng bởi Woolley. Ban đầu nó là trụ sở của chính quyền thực dân Pennsylvania, được biết đến như tòa nhà bang từ 1732 tới 1799.
Hội trường là một tòa nhà gạch đỏ thiết kế theo phong cách Georgia. Nó bao gồm một tòa nhà trung tâm có tháp chuông, gắn với hai cánh nhỏ hơn hai bên. Điểm cao nhất tính tới đỉnh của gác chuông là 168 foot. Hai cánh nhỏ của nó đã bị phá hủy trong 1811 và 1812, mặc dù đã được xây dựng lại nhiều lần.
Hai tòa nhà nhỏ hơn gồm có Toà thị chính cũ ở phía Đông, và Hội trường Quốc hội ở phía Tây. Ba tòa nhà nối lại với nhau tạo thành một khối được gọi là Quảng trường Độc Lập, cùng với Hội trường Triết Học – trụ sở ban đầu của Hội Triết học Mỹ. Kể từ giữa thế kỷ 20, tại đây đã xuất hiện một con phố buôn bán gọi là Phố buôn bán Độc Lập.

## Chuông Tự Do
Tháp chuông của hội trường là địa điểm ban đầu mà Chuông Tự Do được đặt. Ngày nay tháp chuông này đặt một quả chuông gọi là Chuông Trăm Tuổi, được đúc vào triển lãm nhân lễ kỷ niệm ngày nước Mỹ tròn 100 tuổi. Quả chuông ban đầu của Hội trường Độc Lập – Chuông Tự Do – hiện đang được đặt tại Trung tâm Chuông Tự Do, nổi tiếng với vết rạn nứt của nó. Năm 1976, Nữ hoàng Elizabeth II đến thăm Philadelphia và trao cho người Mỹ một bản sao của Chuông Trăm Tuổi là Chuông Hai Trăm Tuổi. Chuông Hai Trăm Tuổi hiện treo trong một tháp chuông hiện đại trên phố số 3, gần Hội trường Độc Lập.

## Tuyên Ngôn Độc Lập và Hội nghị Lục địa II
Từ 1775 tới 1783, Tòa nhà Bang Pennsylvania là nơi diễn ra Hội nghị Lục địa II, một cuộc họp của các đại diện từ 13 thuộc địa Anh khác nhau tại Bắc Mỹ. 
Tại Phòng Hội đồng của Tòa nhà Bang Pennsylvania ngày 14 tháng 6 năm 1775, các đại biểu của Hội nghị đã đề cử George Washington là chỉ huy của Lục quân Lục địa. Quốc hội cũng chỉ định Benjamin Franklin làm Bộ trưởng đầu tiên của những gì sau này trở thành Bộ Bưu điện Hoa Kỳ.
Tuyên ngôn Độc Lập được phê chuẩn ngày 4 tháng 7 năm 1776 và đã được đọc tại nơi mà sau này trở thành Quảng trường Độc Lập. Tài liệu này đã tuyên bố ly khai khỏi Anh của 13 thuộc địa Bắc Mỹ. Kể từ đó, ngày 4 tháng 7 trở thành Ngày Độc Lập của Hoa Kỳ.
Quốc hội tiếp tục họp ở đó cho tới ngày 12 tháng 12 năm 1776, ngày mà Quốc hội Mỹ phải sơ tán khỏi Philadelphia. Trong thời gian Anh chiếm đóng Philadelphia, Hội nghị Lục địa II đã tiếp tục diễn ra tại Baltimore, Maryland (từ 20 tháng 12 năm 1776 tới 27 tháng 2 năm 1777). Quốc hội trở lại Philadelphia từ 4 tháng 3 năm 1777 tới 18 tháng 9 năm 1777.
Giữa tháng 9 năm 1777, quân đội Anh lại quay trở lại chiếm Philadelphia, khiến một lần nữa Quốc hội phải rời khỏi Tòa nhà Bang. Sau đó họ đã tiếp tục họp tại Lancaster, Pennsylvania trong một ngày (27 tháng 9 năm 1777), và ở York, Pennsylvania trong chín tháng (30 tháng 9 năm 1777 tới 27 tháng 6 năm 1778). York cũng là nơi mà Các điều khoản Hợp bang được phê chuẩn vào tháng 11 năm 1777. Hội nghị Lục địa II một lần nữa quay trở lại Hội trường Độc Lập cho những cuộc họp cuối cùng, từ ngày 2 tháng 7 năm 1778 tới 1 tháng 3 năm 1781.
Theo Các điều khoản Hợp bang, Quốc hội Hợp bang họp tại Hội trường Độc Lập từ 1 tháng 3 năm 1781 tới 21 tháng 6 năm 1783. Tuy nhiên, trong Cuộc binh biến Pennsylvania, Quốc hội một lần nữa phải chuyển từ Pennsylvania vào tháng 6 năm 1783 đến Princeton, New Jersey, và cuối cùng lại tới một thành phố khác.

## Hội nghị Hiến pháp Hoa Kỳ
Tháng 9 năm 1786, ủy viên từ 5 tiểu bang khác nhau đã gặp nhau tại Hội nghị Annapolis để thảo luận về việc điều chỉnh Các điều khoản Hợp bang giúp cải thiện thương mại. Họ mời đại diện các tiểu bang về Pennsylvania để thảo luận về cách cải tiến cho chính phủ liên bang. Sau một hồi tranh luận, Quốc hội Hợp bang đã phê chuẩn kế hoạch sửa đổi Các điều khoản Hợp bang vào ngày 21 tháng 2 năm 1787. 12 tiểu bang, Rhode Island là ngoại lệ, đã chấp nhận lời mời này và cử các đại biểu tới đó vào tháng 6 năm 1787 tại Hội trường Độc Lập.
Nghị quyết kêu gọi Hội nghị đề xuất việc sửa đổi Các điều khoản, nhưng Hội nghị lại đề nghị viết lại Hiến pháp. Hội nghị Hiến pháp đã đóng kín các cửa sổ của Hội trường Độc Lập trong suốt một mùa hè để thảo luận. Kết quả là việc thiết lập nền tảng mới của một chính phủ cơ bản. Ngày 17 tháng 9 năm 1787, bản Hiến pháp đã được hoàn thành, và có hiệu lực từ ngày 4 tháng 3 năm 1789, khi Quốc hội mới gặp nhau lần đầu tiên tại New York.

## Bảo tồn
Đầu năm 1816, Khối thịnh vượng chung Pennsylvania bán Tòa nhà Bang cho thành phố Philadelphia, với một hợp đồng có chữ ký của thống đốc. Philadelphia đã sở hữu Tòa nhà Bang và một số tòa nhà lân cận kể từ thời điểm đó.
Năm 1948, đồ nội thất trong tòa nhà đã được khôi phục lại theo hiện trạng ban đầu của nó. Công viên Lịch sử Quốc gia Độc Lập đã được thành lập bởi Quốc hội Mỹ vào cùng năm đó để bảo tồn di tích lịch sử gắn liền với Cách mạng Mỹ. Công viên Lịch sử Quốc gia Độc Lập bao gồm một cảnh quan có bốn khu phố, cũng như một số di tích quan trọng như: Quảng trường Độc Lập, Hội trường Thợ mộc (nơi diễn ra Hội nghị Lục địa I), căn nhà của Benjamin Franklin, ngôi nhà Graff (nơi Thomas Jefferson viết Tuyên ngôn Độc Lập), City Tavern (trung tâm của các hoạt động cách mạng trong thời kỳ chiến tranh). Công viên còn giữ cả Chuông Tự Do, chiếc bàn của Franklin, các bộ sưu tập chân dung. Các di tích này, được quản lý bởi Công viên, đã được UNESCO đưa vào danh sách di sản thế giới thuộc dạng Văn hóa, cùng với ba di sản đầu tiên của Mỹ là Tượng Nữ thần Tự do, Pueblo de Taos và cụm di tích Đại học Virginia và Monticello.
Hội trường Độc Lập và Chuông Tự Do hiện đang được bảo vệ nghiêm ngặt. Sau vụ khủng bố ngày 11 tháng 9 năm 2001, như là một phần nhỏ trong số các nỗ lực bảo vệ di tích lịch sử quốc gia của Bộ An ninh Nội địa Hoa Kỳ, giao thông xung quanh Quảng trường và Phố buôn bán Độc Lập bị hạn chế tạm thời bởi các rào cản và kiểm lâm. Năm 2006, Cục Công viên Quốc gia Hoa Kỳ đề xuất việc cài đặt một hàng rào an ninh bảy chân xung quanh Hội trường và Phố buôn bán Độc Lập. Tuy nhiên, kế hoạch này đã bị phản đối bởi Thống đốc Pennsylvania Ed Rendell và Thượng nghị sĩ Arlen Specter. Tính đến tháng 1 năm 2007, kế hoạch của Cục Công viên Quốc gia Hoa Kỳ đã bị loại bỏ để du khách có thể tự do ra vào di tích lịch sử này.